# Кицканский монастырь
Вознесенский Ново-Нямецкий (Кицканский) монастырь (рум. Mănăstirea Noul Neamț) — мужской монастырь Православной церкви Молдовы (Московский патриархат) в селе Кицканы Слободзейского района непризнанного Приднестровья. Расположен на правом берегу Днестра в 5 км южнее Тирасполя.
Монастырь находится на территории Тираспольской епархии, но со времени своего возрождения в 1990 году — в ведении митрополита Кишинёвского и всея Молдовы. Настоятель с 1995 года — митрополит Кишинёвский и всея Молдовы Владимир (Кантарян). Наместник монастыря с 2007 года — архимандрит Паисий (Чекан).

## История монастыря

### Основание монастыря. Развитие в XIX — начале XX вв
История монастыря связана с одним из важных духовных центров Молдавского княжества — Нямецкой лаврой (ныне Румынская церковь), в конце XVIII века возглавлявшейся Паисием Величковским. Секуляризация, осуществлённая господарем Кузой в начале 1860-х, побудила многих иноков покинуть Нямецкий монастырь и создать новую обитель в российской Бессарабии, в вотчинах Нямецкой лавры (в имении Копанка и Кицканы). В село Кицканы нямецкие монахи во главе с иеромонахом Феофаном (Кристя) прибыли в декабре 1862 года. В 1863 году Феофан отправился в Петербург, где представил в министерство иностранных дел проект нового монастыря. 13 (25) января 1864 года император Александр II утвердил проект об основании Ново-Нямецкого Вознесенского общежительного монастыря в селе Кицканы. В мае 1865 года архиепископ Антоний (Шокотов) возвел иеромонаха Феофана в сан игумена.
Строительство монастырского комплекса велось почти 50 лет. Вознесенский соборный храм и колокольня, входящие в состав монастырского ансамбля, были спроектированы в 1864 году неизвестным петербургским архитектором. В августе 1871 года выполнен иконостас с иконами, работы Сергея Верховцева. Позже, в начале XX века, были возведены остальные постройки: трапезная, больница, каменная кухня и двухэтажный корпус для келий, а также надвратная колокольня.

### Закрытие
Постановлением Совета Министров СССР от 16 октября 1958 года за № 1159 и № 1160 Кицканский монастырь в мае 1962 года был закрыт. На его территории была размещена туберкулёзная больница, а в колокольне — музей Боевой славы Ясско-Кишинёвской операции. Постепенно здания монастыря пришли в упадок, иконы, книги, церковная утварь и оборудование расхищались.

### Восстановление
Возрождение монастыря началось в конце 1980-х гг. В 1989 году была открыта для посещения прихожан Успенская церковь. В 1990 году патриархом Алексием II настоятелем монастыря был назначен выпускник Московской духовной академии Доримедонт (Чекан), стараниями которого монастырь начал оживать. В 1990 году при монастыре было открыто Духовное училище, преобразованное в 1991 году в семинарию (в 1996 году переименована в Кишинёвскую). В 1994 году в честь небесного покровителя монастыря преподобного Паисия была построена приходская церковь в селе Кицканы. В этом же году на территории монастыря была заложена часовня в честь чудотворной иконы Божьей Матери Ново-Нямецкой, предназначенная для малого освящения воды. В восстановленном здании библиотеки расположен музей истории монастыря.
9 сентября 2013 года в ходе своего визита в Молдавию монастырь посетил патриарх Кирилл.

## Описание
В состав монастырского ансамбля входят 4 храма: Вознесенский собор (летний), Успенская церковь (зимняя), Никольский храм (семинарский), Кресто-Воздвиженский (трапезный). К Успенскому храму ведёт липовая аллея, в стволах были вырезаны фигуры монахов и послушников, однако в настоящее время они утрачены. Кроме храмов и братских келий в обители есть гостиницы для паломников, церковный музей, библиотека, в которой до наших дней сохранились документы, миниатюры и старинные книги XV—XIX вв., типография и иконописная мастерская.
Монастырская колокольня в своё время была самой высокой в Молдавии. Она имеет 69 метров в высоту и состоит из пяти ярусов. Её часто сравнивают с колокольней Троице-Сергиевой лавры. Колокольню прекрасно видно за многие километры от монастыря, а с самого верхнего её яруса открывается удивительный вид живописных окрестностей. В 7 км от монастыря расположен скит Святых Мучеников Викентия и Дормедонта.
В 1995 году в монастыре было 54 монаха, 3 архимандрита, 3 игумена, 10 иеромонахов, 7 протодиаконов, 38 послушников.

## Святыни обители
Серебряный с позолотой крест с частицей Животворящего Креста Господня; частица камня от Гроба Господня; частицы мощей святителя Модеста Иерусалимского и священномученика Харалампия — дар патриарха Иерусалимского Кирилла II в 1866 году.
Частицы святых мощей — дар патриарха Константинопольского Иоакима III в 1881 году.
Чудотворный список Нямецкой иконы Божией Матери — выполнен в Румынии, оклад был выполнен художником по металлу Фёдором Верховцевым.
Посох преподобного Паисия (Величковского) — передан обители в 1994 году, хранится в алтаре Успенского храма.
Рака с частицами многих святых, особенно подвижников Киево-Печерской Лавры — рака изготовлена в 1997 году стараниями архимандрита Доримедонта.

## Изображение монастыря на банкнотах, монетах и марках
7 июня 2014 года прошло специальное гашение почтовых марок Приднестровья, приуроченных к 150-летию Свято-Вознесенского Ново-Нямецкого монастыря.
25 ноября 2014 года ПРБ ввёл в обращение памятную монету из недрагоценных металлов номиналом 1 рубль. Тираж монеты — 50 тысяч штук.
- Ново-Нямецкий монастырь на 10 приднестровских рублях. 2000
- Ново-Нямецкий монастырь на 10 приднестровских рублях. 2007
- Кицканский монастырь на юбилейной монете Молдовы. 2000
- Почтовая марка Республики Молдова (1997)